# Litouwen op het Eurovisiesongfestival 2010
Litouwen nam deel aan het Eurovisiesongfestival 2010 met een lied dat geselecteerd werd via een nationale finale (Eurovizijos dainų konkurso nacionalinė atranka 2010) georganiseerd door de Litouwse omroep Lithuanian National Radio and Television LRT. Tijdens de nationale finale werd besloten dat InCulto Litouwen zou vertegenwoordigen met het lied 'Eastern European Funk'.

## Selectie
De finale van Eurovizijos 2010 werd gehouden op 4 maart 2010. In de finale waren in totaal 12 liedjes te horen, negen automatisch gekwalificeerde kandidaten en drie extra gekozen door een Litouwse Jury op 1 maart. Deze drie liedjes kwamen toevallig allemaal uit dezelfde halve finale. InCulto kreeg 12 punten van de jury en degenen die stemden via telefoon.

## Halve finale
Litouwen moest net als Nederland in de tweede halve finale optreden. Litouwen opende de show, dat werd besloten tijdens de loting voor de volgorde op 23 mei 2010. Litouwen eindigde als 12de, twee plaatsen boven Nederland maar twee plaatsen te laag om zich te kwalificeren.
1994 · 1995-1998 · 1999 · 2000 · 2001 · 2002 · 2003 · 2004 · 2005 · 2006 · 2007 · 2008 · 2009 · 2010 · 2011 · 2012 · 2013 · 2014 · 2015 · 2016 · 2017 · 2018 · 2019 · 2020 · 2021 · 2022 · 2023 · 2024 · 2025
Albanië · Armenië · Azerbeidzjan · België · Bosnië en Herzegovina · Bulgarije · Cyprus · Denemarken · Duitsland · Estland · Finland · Frankrijk · Georgië · Griekenland · Ierland · IJsland · Israël · Kroatië · Letland · Litouwen · Macedonië · Malta · Moldavië · Nederland · Noorwegen · Oekraïne · Polen · Portugal · Roemenië · Rusland · Servië · Slovenië · Slowakije · Spanje · Turkije · Verenigd Koninkrijk · Wit-Rusland · Zweden · Zwitserland